# Poème des montagnes
Le Poème des montagnes, opus 15, est une vaste composition de structure libre pour piano de Vincent d'Indy. Composée en 1881, l'œuvre est en trois parties encadrées par un prélude et un postlude.

## Présentation
Le Poème des montagnes, qualifié par son auteur de « poème symphonique pour piano », est composé en mars 1881 et dédié à Emmanuel Chabrier,. La partition est publiée en 1886 par Hamelle.
La pièce revêt une forte dimension autobiographique. Pour Léon Vallas, elle est « le journal musical d'une journée de tendresse passionnée en le cadre du pays cévenol ». Pour Harry Halbreich, la partition possède en effet « une signification subjective et intime qui lui donne une place à part dans l'œuvre de d'Indy. Il chante l'amour du compositeur pour sa cousine germaine, à travers cette terre cévenole où il naquit et s'épanouit ».
L'œuvre, qui possède « une spontanéité, une fraîcheur et un charme mélodique rares », est créée à Paris le 23 janvier 1886 par la pianiste Marie-Léontine Bordes-Pène, lors d'un concert de la Société nationale de musique.

## Structure
Le Poème des montagnes est structuré en trois parties, dont chacune « suit un plan librement ternaire », encadrées d'un prélude et d'un postlude :
- Harmonie (large)
- I. Le Chant des bruyères, « tableau où sont combinés les thèmes du brouillard et celui récurrent de la bien-aimée[3] » :
  - Andante tranquillo (à ) — Brouillard (à 
, un peu plus vite)
  - Weber (à 
) — La bien-aimée (lent, à )
  - Lointain (andante tranquillo)

- II. Danses rythmiques, « dont les rythmes irréguliers sont combinés de façon très serrée[3] » : 
  - Gaiement (début à 
, avant de multiples changements de mesures)
  - Valse grotesque (allegro moderato, à 
) — La bien-aimée (lent, à )
  - Gaiement — Adagio (à 
)

- III. Plein-air, « où l'intimité de deux êtres unis a pour cadre la nature frémissante[6] » : 
  - Promenade (andantino pas trop lent, à 
 puis 
) — Hêtres et pins (allegro con fuoco, à 
) — La bien-aimée (plus lent)
  - Calme (andantino, à 
 puis 
) — Coup de vent (allegro con fuoco, à 
)
  - À deux (beaucoup plus lent) — Amour (andantino calmato, à )

- Harmonie (large) — Souvenir? (adagio molto, à )

## Commentaires
Pour Blanche Selva, le Poème des montagnes, « par-dessus tout l'intérêt qu'il peut offrir en tant que réalisation instrumentale, [...] rayonne de la plus vraie émotion humaine et de la plus exquise poésie de la nature ».
Guy Sacre relève que ce « chef-d'œuvre du jeune compositeur, alors âgé de trente ans, s'inscrit [...] parmi ces musiques du plein air, des hautes cimes, des profondes vallées, qu'exalteront encore ses Tableaux de voyage ». Le musicographe et compositeur souligne que les trois volets de la partition « sont liés par un motif commun, une manière d'idée fixe, le thème de la « bien-aimée » : on reconnaît, enrobée de naïveté, la préoccupation d'une forme cyclique issue de Franck ».
Le dédicataire, Emmanuel Chabrier, appréciait beaucoup les première et dernière parties de l'œuvre, écrivant à d'Indy « je trouve exquis surtout la page des "Bruyères", tout le "Brouillard" qui serait délicieux à l'orchestre, enfin le "À deux" et toute la fin », mais était en revanche plus réservé sur la deuxième partie, jugeant les Danses rythmiques trop compliquées et peu pianistiques.

## Discographie
- Vincent d'Indy : Piano Works vol. 1 par Michael Schäfer (2-3 décembre 2005, CD GENUIN Musikproduction GEN 87083, 2007) avec les Tableaux de voyage op. 33 et le Thème varié, fugue et chanson op. 85